# 西家站
西家站是一个京哈线上的铁路车站，位于黑龙江省双城市西家村，建于1985年，目前为五等站，邮政编码为150114。目前客运：办理旅客乘降；不办理行李、包裹托运；不办理货运营业。